# Estero Manco
El estero Manco es un curso natural de agua que fluye en la Región del Biobío con dirección general oeste y desemboca en la bahía de Arauco después de atravesar la ciudad puerto de Coronel.

## Historia
Luis Risopatrón lo describe en su Diccionario Jeográfico de Chile: 464 
Manco (Riachuelo de) 37° 02’ 73° 09'. Baña el fundo del mismo nombre i va en dirección al W, a.morir en la bahía de Arauco, al S del pueblo de Coronel, en las inmediaciones al N de Playa Negra. 62, I, p. 198; i 155, p. 420.